# Berzétekőrös
Berzétekőrös (szlovákul: Kružná) község Szlovákiában, a Kassai kerület Rozsnyói járásában.

## Fekvése
Rozsnyótól 5 km-re, délnyugatra található.

## Nevének eredete
A falu neve a kőris fanévből származik, előtagja Berzéte közelségére utal.

## Története
1327-ben „Keurus" néven említik először, a Batizok berzétei várának uradalmához tartozott, de ekkor a birtokot elcserélték a Máriássyakkal. 1427-ben 18 adózó portája volt. A 16. században a Bebekek és a Máriássyak birtoka. Később birtokvita alakult ki a két család között, mely a Bebekek kihalásával oldódott meg és a Máriássyak a jobbágyság megszűnéséig megtartották a birtokot.
A 18. század végén Vályi András így ír róla: „KÖRÖS. Magyar falu Gömör Várm. földes Urai több Uraságok, lakosai külömbfélék, fekszik Rozsnyóhoz nem meszsze, mellynek filiája, határjának 2/3 része köves, hegyes, és nehéz mivelésű, legelője szoross, fája tűzre van, piatzozása Szomolnokon."
1828-ban 35 házában 434 lakos élt. Lakói mezőgazdaságból, állattartásból, erdei munkákból, napszámból, szénégetésből éltek.
A 19. század közepén Fényes Elek eképpen írja le: „Körös, Gömör v. magyar falu, Rosnyóhoz dél-nyugotra 1 1/2 órányira: 60 kath., 174 evang., 200 ref. lak. Határa ámbár hegyes, de mégis termékeny. Szenet éget. F. u. a Mariássy nemzetség."
Borovszky monográfiasorozatának Gömör-Kishont vármegyét tárgyaló része szerint: „Kőrös, a pelsőczi fensík alatt fekvő magyar kisközség, 73 házzal és 378, nagyobbára ev. ref. vallású lakossal. E községet már a pápai tizedszedők felvették jegyzékükbe Krus néven. Hosszu ideig Szénégető-Kőrösnek is nevezték. A községnek 1706-ból való pecsétnyomója is ezt a felirást viseli. 1416-ban a Gömöry család az ura, 1423-ban pelsőczi Nagy János királyi tárnokmesteré, 1427-ben a Bebek családé; 1430-ban Zsigmond király a Perényieknek adományozza. 1454-ben Kewres alakban van említve; 1489-ben pedig Máriássy Istvánt iktatják e község birtokába és a Máriássyak maradnak hosszú időn át a földesurai. Most Pósch Gyulának van itt nagyobb birtoka. A Máriássyaknak a községben nemesi kúriájuk is volt, mely ma Imre József és Dobos Károly tulajdona. A község református temploma 1692-ben épült. A katholikus lakosoknak kápolnájuk van a faluban, melyet 1880-ban építtettek. A református egyház birtokában nagyon érdekes és szép úrasztali kendő van, melyet Serédy Zsófia, báró Andrássy István kurucz generális neje, ki Jókainak a "Lőcsei fehér asszony" czímű regényében szerepel, sajátkezűleg hímzett 1695-ben. A község postája és legközelebbi vasúti állomása Berzéte, távíróhivatala pedig Rozsnyó."
1920-ig Gömör-Kishont vármegye Rozsnyói járásához tartozott. 1938 és 1945 között ismét Magyarország része.

## Népessége
| Év:            | 1994. | 2004.   | 2014.   | 2024.   |
| -------------- | ----- | ------- | ------- | ------- |
| Emberek száma: | 545   | 522     | 475     | 445     |
| Eltérés:       |       | -4,22 % | -9,00 % | -6,31 % |

| Év:            | 2023. | 2024.   |
| -------------- | ----- | ------- |
| Emberek száma: | 456   | 445     |
| Eltérés:       |       | -2,41 % |

1910-ben 425-en, túlnyomórészt magyar anyanyelvűek lakták.
2001-ben 534 lakosából 433 magyar és 95 szlovák volt.
2011-ben 484 lakosából 360 magyar és 109 szlovák volt.
2021-ben 469 lakosából 350 (+16) magyar, 116 (+14) szlovák, 1 (+1) egyéb és 2 ismeretlen nemzetiségű volt.

## Nevezetességei
- Evangélikus temploma 1692-ben épült, 1786-ban megújították. Berendezése 18. századi.
- Jézus Szíve kápolnája 1880-ban készült.